# Sisi (film)
A Sisi német–osztrák–olasz kétrészes tévéfilm (2009), rendezője Xaver Schwarzenberger.

## Stáblista
- rendező, operatőr: Xaver  Schwarzenberger
- forgatókönyvíró: Ivan Cotroneo, Monica  Rametta, Christiane  Sadlo
- jelmeztervező: Erica Biscossi
- zeneszerző: Pino Donaggio
- producer: Jan Mojto(wd)

## Cselekmény (1. rész)
Az első rész indulása az Ischlbe szóló uralkodói meghívás kézbesítésének idején játszódik, 1853 augusztusában Possenhofenben. Az epizód 1857 májusában, az uralkodópár legidősebb gyermekének váratlan magyarországi halálával zárul.

## Cselekmény (2. rész)
A második rész az első fejezet közvetlen folytatásaként a gyászoló család fájdalmának bemutatásával indul feltehetően 1857 májusában/júniusában, a Miramare-kastélyba Miksához érkező Ferenc Józseffel és családjával (Erzsébettel, Gizellával, és anyósával, Ludovika hercegnővel). A tévéfilm befejezését a magyarországi koronázás eseménysorának bemutatása zárja. 

## Szereplők
- Cristiana Capotondi(wd) (Erzsébet császárné)
- David Rott(wd) (Ferenc József)
- Martina Gedeck(wd) (Zsófia főhercegné)
- Licia Maglietta(wd) (Ludovika hercegnő)
- Herbert Knaup(wd) (Miksa bajor herceg)
- Xaver Hutter(wd) (Miksa főherceg)
- Franziska Stavjanik(wd) (Esterhazy grófné(wd), főudvarmesternő)
- Fritz Karl(wd) (Andrássy Gyula)
- Katy Louise Saunders(wd) (Ferenczy Ida)
- Friedrich von Thun(wd) (Radetzky marsall)
- Federica De Cola(wd) (Sarolta főhercegné)
- Erwin Steinhauer(wd) (III. Napóleon)
- Osvárt Andrea (Eugénia francia császárné)
- Dieter Kirchlechner(wd) (Otto von Bismarck)

## Videók
- interjúk https://web.archive.org/web/20160303180913/http://www.cristianacapotondi.com/index2.html
- official trailer (fr.) https://www.youtube.com/watch?v=RdmvxABuJgk